# Don't (cântec de Ed Sheeran)
„Don't” este un cântec al cântărețului și compozitorului englez Ed Sheeran, lansată pe al doilea album de studio al său, ×⁠(d) (2014). Scrisă de Sheeran și Benny Blanco și produsă de Blanco și Rick Rubin, piesa conține sample-uri pentru piesa „Don't Mess with My Man” de Lucy Pearl. Inițial a fost planificat ca single-ul principal al albumului, dar a fost abandonat în favoarea piesei „Sing”. În schimb, a fost lansat pe iTunes pe 13 iunie 2014 ca al doilea single promoțional „instant grat” de pe albumul ×.  „Don't” a avut un impact oficial asupra hiturilor radio contemporane din SUA pe 15 iulie 2014, fiind al doilea single de pe album.
„Don't” a atins locul 8 în UK Singles Chart.  În SUA, a devenit primul single al lui Sheeran în top 10. De asemenea, a intrat în top 10 în alte opt țări.